# Bat-Ochiryn Bolortuyaa
Bat-Ochiryn Bolortuyaa (in mongolo Болортуяатай Бат-Очирын; 15 maggio 1997) è una lottatrice mongola, specializzata nella lotta libera.
Ha rappresentato la Mongolia ai Giochi olimpici estivi di Tokyo 2020, dove ha vinto la medaglia di bronzo nel torneo dei 53 kg. Ha vinto il bronzo iridato a Nur-Sultan 2019.

## Palmarès
| Anno | Manifestazione          | Sede       | Evento | Risultato | Note |
| ---- | ----------------------- | ---------- | ------ | --------- | ---- |
| 2017 | Mondiali junior         | Tampere    | 55 kg  | 18º       |      |
| 2017 | Mondiali U23            | Bydgoszcz  | 55 kg  | 10º       |      |
| 2018 | Mondiali U23            | Bucarest   | 53 kg  | 5º        |      |
| 2019 | Campionati asiatici U23 | Ulan Bator | 55 kg  | Bronzo    |      |
| 2019 | Mondiali                | Nur-Sultan | 55 kg  | Bronzo    |      |
| 2021 | Giochi olimpici         | Tokyo      | 53 kg  | Bronzo    |      |
| 2021 | Mondiali                | Oslo       | 53 kg  | 11º       |      |